# Краківське передмістя
Краківське передмістя (пол. Krakowskie Przedmieście) — одна з найпрестижніших вулиць у Варшаві, проспект для прогулянок. Складає північну частину Королівської дороги, яка тягнеться від Королівського замку на південь у напрямку, так званих, Лазень (Łazienek). Відправною точкою вулиці є встановлений пам'ятник Миколаю Копернику. Розташоване в адміністративному центрі міста. Пов'язує розміщене на березі Вісли історичне Старе місто з сучасним центром столиці Польщі.
Починається на Замковій площі, де знаходилися зруйновані в XIX столітті Краківські ворота — важливий елемент укріплень Старого міста. Дорога вела на південь у бік Кракова, уздовж берега Вісли над стрімким схилом. Уздовж дороги знаходилися найкрасивіші палаци і костели Варшави. У XIX столітті були побудовані будівлі варшавського університету та Академії витончених мистецтв. Перпендикулярно Краківському передмістю в епоху бароко була створена Саксонська вісь — містобудівний комплекс площ, палаців і парків.

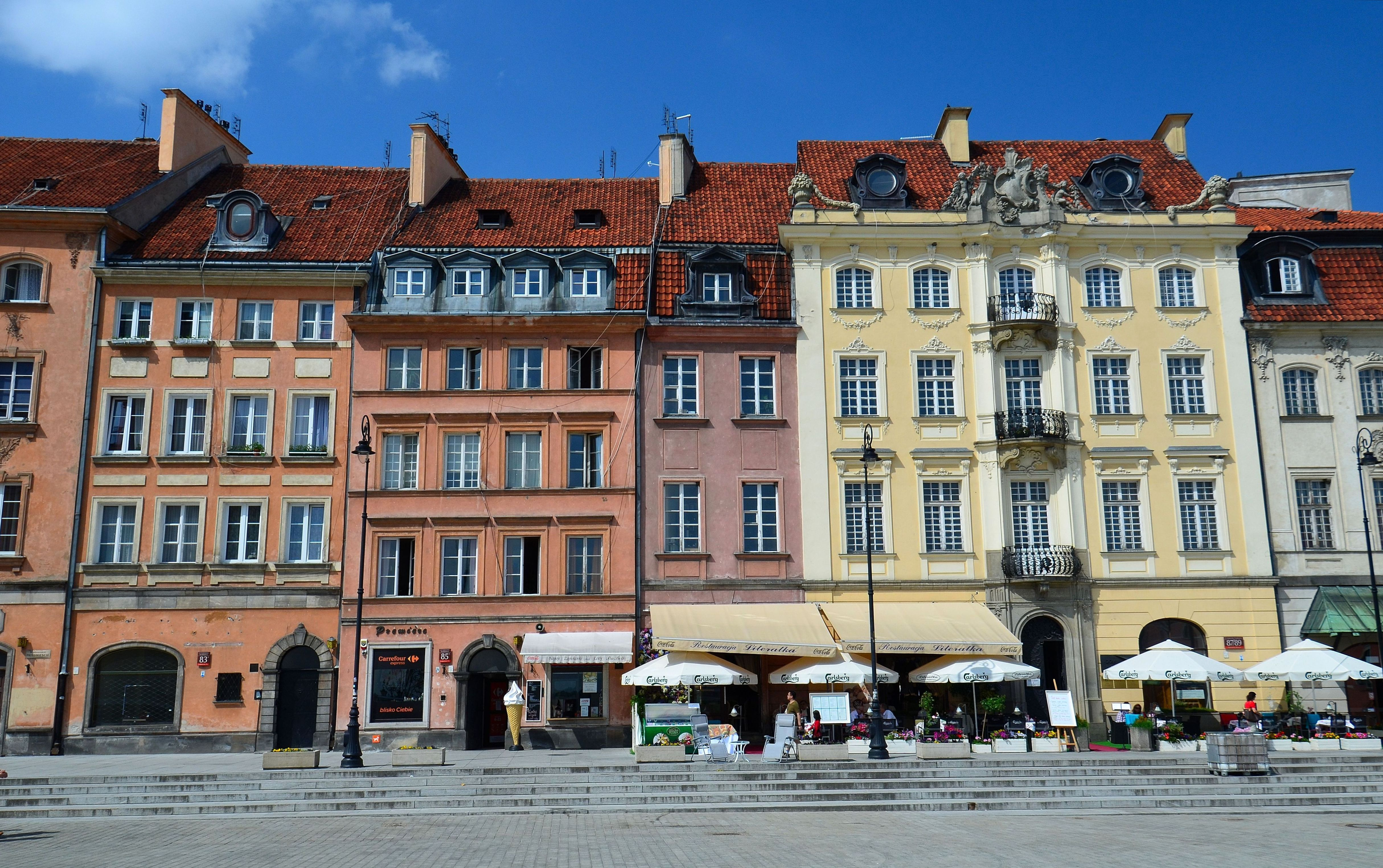
Варшава

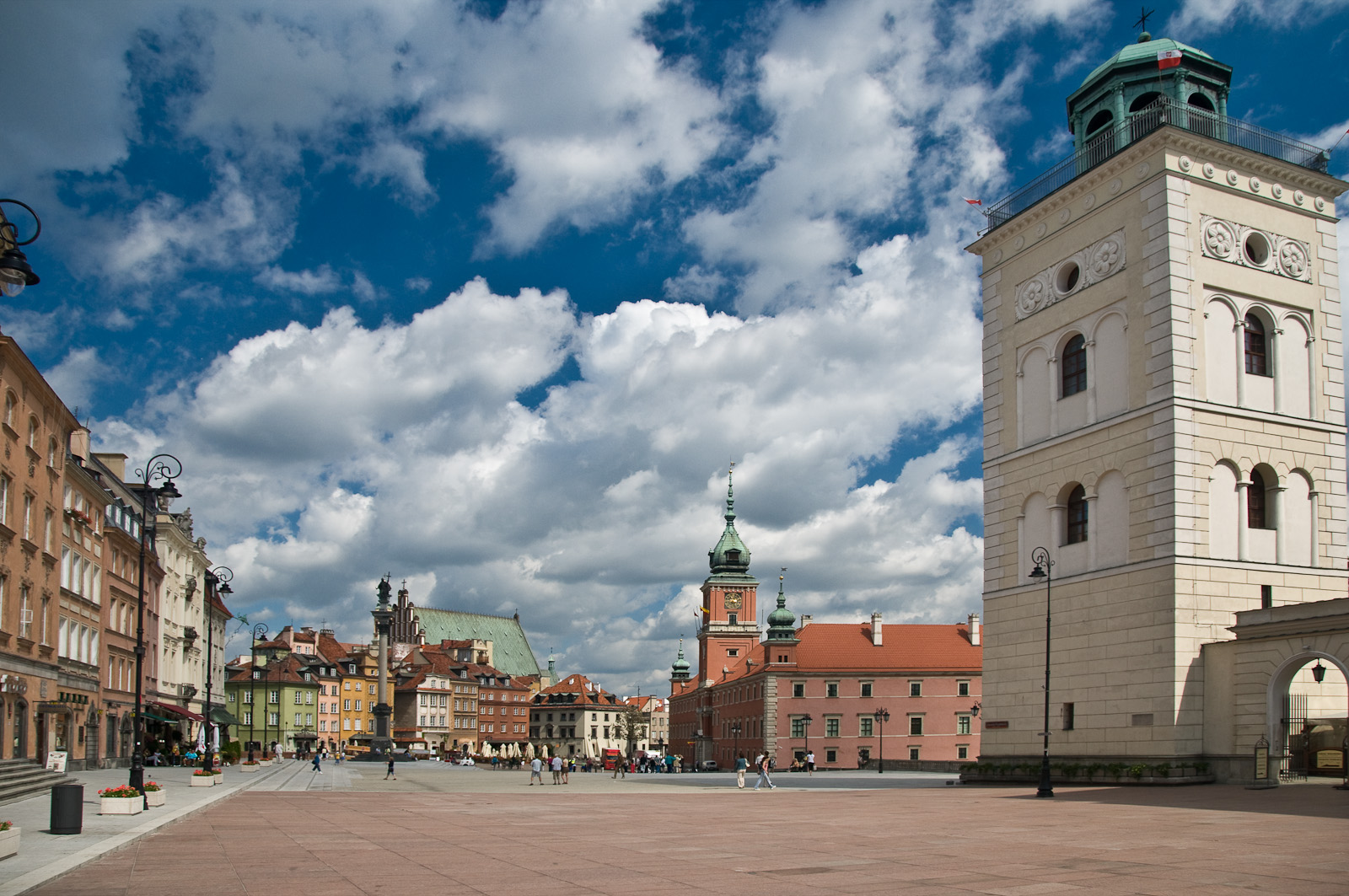

Вся вулиця та інші пам'ятки, розміщені на ній були внесені до реєстру пам'яток (рег. № 205 від 1 червня 1965). У 1994 році тракт королівської Варшави поряд з історичним містом і прилеглими вулицями, був оголошений історичним пам'ятником. [1]

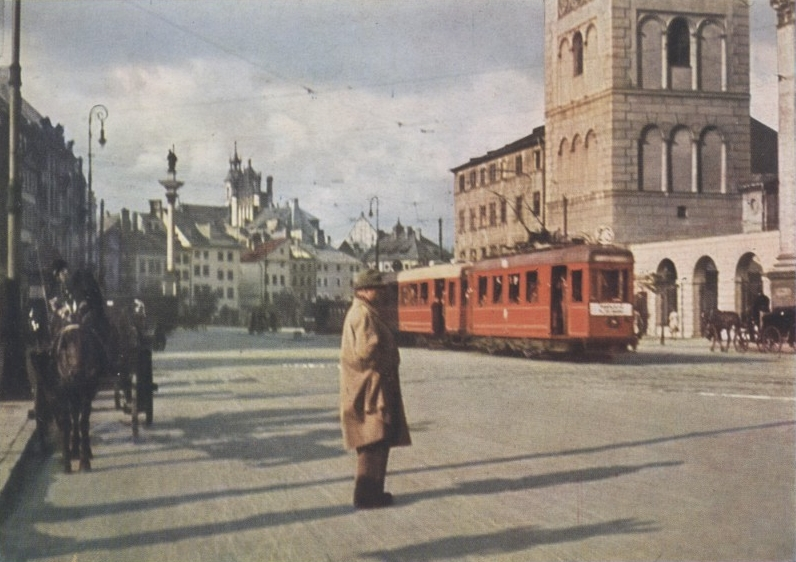
1939

У 2006–2008 роках Краківське передмістя було значно модернізовано. З'явились широкі тротуари і нова вузька бруківка з китайського граніту. Відтоді дозволений рух лише автобусів і таксі. Вулиця Краківське передмістя разом з вулицею Новий Світ і Уяздовськими алеями є частиною Королівського тракту Варшави.
Вулиця Краківське передмістя має з'єднання або перехрестя з вулицями:
- вулиця Миколи Коперника
- вулиця Обозна
- вулиця Траугутта
- вулиця Королівська
- вулиця Токоржевського-Карашевича
- вулиця Карова
- вулиця Оссолінських
- вулиця Тренбацька
- вулиця Козья
- вулиця Беднарська
- вулиця Медова
- площа Замкова